# Coupe de la Ligue française masculine de handball 2003-2004
Navigation
Coupe de la Ligue 2002-2003 Coupe de la Ligue 2004-2005
La Coupe de la Ligue française masculine de handball 2003-2004 est la 3e édition de la compétition, organisée par la Ligue nationale de handball qui est officiellement créée à cette occasion.
La compétition est remportée pour la première fois par le Montpellier Handball, vainqueur en finale du tenant du titre, l'US Créteil.

## Modalité s
La compétition a eu lieu du 20 au 23 mai 2004 aux Stades de Flandres de Dunkerque et au Sportica de Gravelines. Elle réunit les 8 meilleures équipes du championnat de France 2003/2004 : Montpellier, Créteil, Dunkerque, Ivry, Paris, Chambéry, Istres et Sélestat. Le tirage au sort intégral des quarts de finale a été réalisé le lundi 17 mai à 14h00 au siège de la Fédération française de handball.

## Résultats
|  | Quarts-de-finale 20 mai 2004 | Quarts-de-finale 20 mai 2004 |                      |            | Demi-finales 22 mai 2004 | Demi-finales 22 mai 2004 |  |  | Finale 23 mai 2004 | Finale 23 mai 2004 |
|  | Quarts-de-finale 20 mai 2004 | Quarts-de-finale 20 mai 2004 |                      |            | Demi-finales 22 mai 2004 | Demi-finales 22 mai 2004 |  |  | Finale 23 mai 2004 | Finale 23 mai 2004 |
|  |                              |                              |                      |            |                          |                          |  |  |                    |                    |
|  |                              |                              |                      |            |                          |                          |  |  |                    |                    |
|  |                              |                              |                      |            |                          |                          |  |  |                    |                    |
|  | Montpellier Handball         | 33                           |                      |            |                          |                          |  |  |                    |                    |
|  | Montpellier Handball         | 33                           |                      |            |                          |                          |  |  |                    |                    |
|  | US Ivry                      | 28                           |                      |            |                          |                          |  |  |                    |                    |
|  | US Ivry                      | 28                           | Montpellier Handball | 29         |                          |                          |  |  |                    |                    |
|  |                              |                              | Montpellier Handball | 29         |                          |                          |  |  |                    |                    |
|  |                              | Dunkerque HGL                | 22                   |            |                          |                          |  |  |                    |                    |
|  | Dunkerque HGL                | Dunkerque HGL                | 22                   | 25         |                          |                          |  |  |                    |                    |
|  | Dunkerque HGL                |                              |                      | 25         |                          |                          |  |  |                    |                    |
|  | SC Sélestat                  | 16                           |                      |            |                          |                          |  |  |                    |                    |
|  | SC Sélestat                  | 16                           | Montpellier Handball | 26         |                          |                          |  |  |                    |                    |
|  |                              |                              | Montpellier Handball | 26         |                          |                          |  |  |                    |                    |
|  |                              | US Créteil                   | 23                   |            |                          |                          |  |  |                    |                    |
|  | Istres OPH                   | US Créteil                   | 23                   | 34         |                          |                          |  |  |                    |                    |
|  | Istres OPH                   |                              |                      | 34         |                          |                          |  |  |                    |                    |
|  | Paris Handball               | 25                           |                      |            |                          |                          |  |  |                    |                    |
|  | Paris Handball               | 25                           | US Créteil           | 25         |                          |                          |  |  |                    |                    |
|  |                              |                              | US Créteil           | 25         | Match pour la 3e place   |                          |  |  |                    |                    |
|  |                              | Istres OPH                   | 23                   |            |                          |                          |  |  |                    |                    |
|  | US Créteil                   | Istres OPH                   | 23                   | 24         |                          |                          |  |  |                    |                    |
|  | US Créteil                   |                              |                      | 24         |                          |                          |  |  |                    |                    |
|  | Chambéry SH                  | 22                           |                      | Istres OPH | 30                       |                          |  |  |                    |                    |
|  | Chambéry SH                  | 22                           |                      | Istres OPH | 30                       |                          |  |  |                    |                    |
|  |                              |                              |                      |            |                          |                          |  |  | Dunkerque HGL      | 28                 |
|  |                              |                              |                      |            |                          |                          |  |  | Dunkerque HGL      | 28                 |

### Finale
| 23 mai 2004 | Montpellier Handball | 26 - 23  | US Créteil            | Stades de Flandres, Dunkerque Affluence : 2 500 Arbitrage : MM. Bord et Buy |
| 23 mai 2004 | Mladen Bojinović 6   | (12 - 8) | Pierre-Yves Rigault 6 | Stades de Flandres, Dunkerque Affluence : 2 500 Arbitrage : MM. Bord et Buy |
| 23 mai 2004 | ×6                   | Handzone | ×2                    | Stades de Flandres, Dunkerque Affluence : 2 500 Arbitrage : MM. Bord et Buy |

| Montpellier Handball Gardien - Thierry Omeyer 60 min, 15 arrêts sur 35 tirs et 2 arrêts sur 5 au penalty Joueurs - Mladen Bojinović 6 dont 1 pén. - Michaël Guigou 5 - Nikola Karabatic 4 - Sébastien Bosquet 3 - Damien Kabengele 2 - Grégory Anquetil 2 - Laurent Puigségur 1 - Franck Junillon 1 - Andrej Golic 1 - Sobhi Sioud 1 | US Créteil Gardien - Dragan Počuča 30 min, 5 arrêts sur 19 tirs et 1 arrêt sur 2 au penalty - Nicolas Lemonne 30 min, 6 arrêts sur 17 tirs Joueurs - Pierre-Yves Rigault 5 - Guéric Kervadec 4 - Salim Nedjel 3 - William Holder 3 - Fabrice Guilbert 3 - Frédéric Louis 2 - Benoît Peyrabout 2 - Benoît Henry 1 |

## Vainqueur
| Vainqueur de la Coupe de la Ligue 2003-2004 Montpellier Handball 1re victoire |